# Kutchubaea longiloba
Kutchubaea longiloba är en måreväxtart som beskrevs av Julian Alfred Steyermark. Kutchubaea longiloba ingår i släktet Kutchubaea och familjen måreväxter. Inga underarter finns listade i Catalogue of Life.